# 목포 번화로 일본식 상가주택-2
목포 번화로 일본식 상가주택-2는 대한민국 전라남도 목포시에 있는 일제강점기의 건축물이다. 2018년 8월 6일 대한민국의 국가등록문화재 제718-12호로 지정되었다.

## 개요
근대기 목포의 대표적 번화가이자 상업중심거리였던 번화로 일대에서 구 동아부인상회 목포지점 건너편에 위치한 상가건물로 일제강점기 과자점이 있었던 것으로 추정되며 가늘고 긴 대지에 전면도로에 면한 정면은 좁고 안쪽으로 매우 길게 2층 목조 건물을 구성하였으며, 근대기 목포 지역의 대표적 상업거리의 흔적, 역사성, 장소성을 보여주는 상가건물이다.

## 같이 보기
- 목포 근대역사문화공간

## 참고 자료
- 목포 번화로 일본식 상가주택-2 - 국가유산청 국가유산포털